# 老大靠邊閃2︰歪打正著
《老大靠邊閃2：歪打正著》（英語：Analyze That）是一部2002年於美國上映的黑幫喜劇電影，為《老大靠邊閃》的續集。本片由哈羅德·拉米斯導演以及合作編寫，與前作相同，勞勃·狄尼洛和比利·克里斯托兩人於片中飾演黑手黨保羅·維蒂和精神科醫生班·索貝爾。

## 外部連結
- 互联网电影数据库（IMDb）上《老大靠邊閃2︰歪打正著》的资料（英文）